# Consistórios de Clemente XIV
O Papa Clemente XIV (r. 1769–1774) criou 16 cardeais em doze consistórios

## 18 de dezembro de 1769

### in pectore
1. Paulo António de Carvalho e Mendonça, (publicado em 29 de janeiro de 1770) Faleceu em 17 janeiro 1770

## 29 de janeiro de 1770

### in pectore
1. Mario Marefoschi, (publicado em 10 de setembro de 1770) Faleceu em 23 dezembro 1780.

### RevelaçãoIn pecture
1. Paulo António de Carvalho e Mendonça, (in pectore 18 de dezembro de 1769)

## 6 de agosto de 1770
1. João Cosme da Cunha Faleceu em 31 janeiro 1783

## 10 de setembro de 1770
1. Scipione Borghese Faleceu em 26 dezembro 1782;
2. Giovanni Battista Rezzonico Faleceu em 21 julho 1783.

### RevelaçãoIn pecture
1. Mario Marefoschi, (in pectore 29 de janeiro de 1770)

## 12 de dezembro de 1770

### in pectore
1. Antonio Casali, (publicado em 15 de março de 1773)  Faleceu em 14 janeiro 1787;
2. Pasquale Acquaviva d'Aragona, (publicado em 15 de março de 1773) Faleceu em 29 fevereiro 1788.

## 17 de junho de 1771

### in pectore
1. Antonio Eugenio Visconti, (publicado em 19 de abril de 1773) Faleceu em 4 março 1788;
2. Bernardino Giraud, (publicado em 19 de abril de 1773) Faleceu em 5 maio 1782.

## 23 de setembro de 1771

### in pectore
1. Innocenzo Conti, (publicado em 19 de abril de 1773) Faleceu em 15 novembro 1785

## 16 de dezembro de 1771
1. Charles-Antoine de La Roche-Aymon Faleceu em 27 outubro 1777

## 14 de dezembro de 1772
1. Leopold Ernst von Firmian Faleceu em 13 março 1783.

## 15 de março de 1773
1. Gennaro Antonio de Simone Faleceu em 16 dezembro 1780.

### RevelaçãoIn pecture
1. Antonio Casali, (in pectore 12 de dezembro de 1770)
2. Pasquale Acquaviva d'Aragona, (in pectore 12 de dezembro de 1770)

## 19 de abril de 1773
1. Francesco Carafa della Spina di Traetto Faleceu em 20 setembro 1818;
2. Francesco Saverio de Zelada Faleceu em 19 dezembro 1801.

### RevelaçãoIn pecture
1. Antonio Eugenio Visconti, (in pectore 17 de junho de 1771)
2. Bernardino Giraud, (in pectore 17 de junho de 1771)
3. Innocenzo Conti, (in pectore 23 de setembro de 1771)

## 26 de abril de 1773
Clemente nomeou dois cardeais neste consistório e criou outros onze cardeais em pectore . Ele morreu sem anunciar seus nomes e suas nomeações expiraram.
1. Giovanni Angelo Braschi (Futuro Papa Pio VI) Faleceu em 29 agosto 1799;
2. Francesco D'Elci Faleceu em 4 abril 1787.